# Shaman (banda)
Shaman foi uma banda brasileira de power metal progressivo formada em 2000 pelos ex-membros do Angra: Andre Matos, Luis Mariutti e Ricardo Confessori. Tempo depois, o guitarrista Hugo Mariutti, irmão de Luis, se uniu ao grupo e completou a formação que durou até 2006.
Ainda no fim do mesmo ano, Ricardo Confessori anunciava o retorno da banda com uma nova formação contando com Thiago Bianchi, Fernando Quesada e Léo Mancini. Em 2013, Ricardo Confessori deixa a banda. Não querendo continuar sem o último membro original, os três novos integrantes montam a banda Noturnall.
A banda retornou novamente em 2018 para uma turnê com sua formação original, que foi interrompida em 8 de junho de 2019, por conta da morte inesperada do vocalista Andre Matos.
Em setembro de 2019, Hugo Mariutti, em uma rede social, revela que o novo vocalista da banda seria Alírio Netto. A banda seguiu até seu fim, em janeiro de 2023.

## História

### Início
A banda foi formada no segundo semestre de 2000, quando os músicos Andre Matos (vocal e teclado, ex-Viper), Luis Mariutti (baixo, ex-Firebox) e Ricardo Confessori (bateria, ex-Korzus) deixaram a banda Angra. Na mesma época, os três resolveram montar um novo projeto. Este ainda não contava com um guitarrista, sendo assim, Hugo Mariutti (Henceforth), irmão de Luis, foi chamado pelo recém formado grupo, inicialmente apenas para auxiliar nas composições.
Segundo Paulo Baron, primeiro empresário do Shaman, Andre estava muito desanimado em continuar no heavy metal. Paulo conta que passou uma semana na casa de Andre Matos por volta do final de 2000, e um certo dia ao acordar, viu Andre quebrando o disco de ouro do Angels Cry (que todos da banda receberam em 1994) e outros lançados pelo Viper, depois sentou em frente ao piano e começou a chorar, contando a Baron que não aguentava mais e não tinha mais forças para seguir no meio heavy. Já que um ano antes lançou o projeto Virgo, mais voltado para o pop rock, em parceria com Sascha Paeth. Paulo então conta que conseguiu convencer Andre a não desistir e procurar Luis e Ricardo para juntos continuarem uma banda nova.
Paulo Baron também conta que os primeiros shows da banda, mais precisamente em Balneário Camboriú/SC, não tinham nem 100 pessoas na plateia, o ocorrido preocupou a banda, e estavam pensando em desistir logo no começo, alegando que a banda não iria vingar. O empresário pediu para que tivessem persistência, e conforme as datas iam passando, o público ia aumentando.
O grupo tentou trazer o nome Angra como nome de seu grupo, porém o nome pertencia a empresários ligados a antiga banda de Andre, Luis e Ricardo. Então, tiveram de escolher outro nome para o grupo. O nome escolhido para a nova banda, Shaman (sugerido por Luis Mariutti inspirado no título da música "The Shaman", composta por Andre Matos para o Holy Land, álbum do Angra de 1996), significa "aquele que enxerga no escuro", e é representado de maneira geral pelos sacerdotes que curam através dos elementos da natureza. De origem siberiana, os shamans ganharam o mundo e se disseminaram em praticamente todas as culturas. No Brasil, os shamans (também grafado como xamãs) são representados principalmente pelos pajés indígenas.
O Shaman logo começou trabalhando arduamente para se tornar conhecido e firmar seu nome dentro do cenário heavy-metal. Iniciou com uma turnê de estreia no começo de 2001, que passou pela Europa e América Latina, obtendo grande receptividade da crítica e do público, o primeiro show da banda foi realizado dia 10 de fevereiro de 2001 na cidade de Recife. O primeiro show internacional ocorreu no Festival NTS Records em Columbes, na França, no dia 31 de maio de 2001. Ao todo foram 13 shows em 2001, passando por México, Argentina e Chile; neste ano, no Brasil foram apenas 3 shows, São Paulo, Recife e Curitiba. Inclusive o show de São Paulo foi registrado profissionalmente em vídeo, alguns anos mais tarde foi postado no YouTube. Nessa época, a banda também tocou no programa Musikaos na TV Cultura, apresentado por Gastão Moreira.
O fato curioso é que para essa primeira mini turnê mundial, como não tinha nenhum álbum lançado até então, o set list era composto por poucas músicas novas, muitas músicas do Angra, além de covers de Viper, Metallica, Iron Maiden, Deep Purple, Ozzy Osbourne, Black Sabbath, Motorhead, Judas Priest e Avantasia. Vale destacar que a música "Be Free" foi tocada na turnê, mas posteriormente não entrou no álbum. Para executar os teclados ao vivo a banda pode contar com o amigo e ex-parceiro de Angra, Fábio Ribeiro.

### Ritual
Mesclando heavy metal, música clássica e world music, a banda deu início às gravações de seu primeiro álbum, intitulado Ritual, em janeiro de 2002. O disco foi inteiramente gravado na Alemanha, com exceção das percussões e instrumentos étnicos, totalmente captados e produzidos no Brasil. A produção ficou a cargo do renomado produtor Sascha Paeth (Angra, Edguy, Avantasia, Rhapsody, Virgo, Epica).
Lançado em junho de 2002, Ritual foi bem recebido no Brasil e em todo mundo, sendo lançado em mais de 15 países. O álbum teve mais de 500 mil cópias vendidas. A turnê World Ritual Tour durou dois anos e meio, passando por diversos lugares do Brasil, Ásia, América Latina e Europa. Foram mais de 130 shows neste período, alguns reincidentes. A turnê começou no Recife em abril de 2002 e terminou em Belo Horizonte em dezembro de 2004.
Em agosto de 2002, a música "Fairy Tale", sétima faixa do disco, entra na trilha sonora da telenovela O Beijo do Vampiro, vira sucesso e faz do Shaman a primeira banda de heavy metal brasileira a ter uma música em uma novela da Rede Globo.
Durante o ano de 2003, o Shaman esteve nos primeiros lugares das votações da mídia especializada, e a grande surpresa foi ter seu único álbum até então lançado eleito como o melhor disco de 2002 e 2004 pelos leitores da Folha de S. Paulo, veículo o qual abrange uma gama extensa de leitores de diferentes perfis.
Ainda em 2004, a banda abriu o show do Iron Maiden no estádio do Pacaembu, em São Paulo, para aproximadamente 45.000 pessoas. Destaque para o show realizado no Espaço das Américas (São Paulo) no Festival Rock The Planet, no dia 2 de outubro de 2004, nessa ocasião também tocaram as bandas: Viper, Kotipelto e Edguy, que foi o headliner.

### O primeiro DVD:RituAlive
A banda então aproveitou para lançar o show gravado ao vivo em 2003 na casa de shows paulistana Credicard Hall com a participação de vários convidados especiais (Tobias Sammet, Marcus Viana, Andi Deris, Sascha Paeth, George Mouzayek e Michael Weikath). O novo trabalho, saiu em CD e DVD, intitulado RituAlive, recebeu ótimas críticas e vendeu muito bem. Infelizmente muitas músicas foram cortadas, algumas por problemas de captação do áudio e outras por serem do Angra.

### Segundo disco:Reasone mudança de nome
Em 2005, com o segundo álbum de estúdio praticamente finalizado e pronto para o lançamento, foi anunciada uma alteração em sua marca. A alteração ocorreu devido ao fato de já existir um outro grupo com o nome "Shaman". Como as leis que regem direitos autorais são diferentes e seguem tratados internacionais, o grupo preferiu evitar complicações futuras. A banda (ou pelo menos a maioria dentro dela) decide acrescentar um A em seu nome, passando a se chamar Shaaman, porém este ajuste não afetaria na pronúncia do nome. Em 2008, Ricardo Confessori viria a dizer que nunca houvera problemas jurídicos e que mudança ocorreu após uma consulta com um numerólogo, que orientou o acréscimo de um "A" para que a carreira da banda decolasse de vez.
Nos meses seguintes, chega às lojas o álbum Reason. Com uma "pegada mais direta", o novo álbum mostrou uma banda mais madura e segura, sem medo de quebrar rótulos e inovar. O resultado de Reason, que dessa vez foi gravado no Brasil pelo mesmo produtor do primeiro disco, Sascha Paeth, é o resgate de todo o peso, feeling e espírito do heavy-metal dos anos 80, incluindo aí a presença de elementos eletrônicos. Enquanto Ritual privilegiava a inegável virtuose dos músicos. A música ficou mais orgânica, o que ajudou a evidenciar o contraste entre guitarras pesadas, teclados em estilo new age e batidas tribais de world music. Essa mudança, entretanto, desagradou uma grande maioria de fãs, levando a banda, mais uma vez, a repensar sua carreira.
Mesmo assim, a banda continuava forte no cenário e o single do disco, “Innocence”, chegou às rádios e logo dividiu o ranking entre as mais pedidas do país. O sucesso se repetiu na TV, com a estreia de um videoclipe. Apesar da boa divulgação, problemas de logística afetariam a distribuição do disco. O mesmo se diz do fator internet e ainda um alto nível de rejeição à “nova fase” do som da banda, contribuíra para uma baixa vendagem de discos. Somada ainda a entrada da banda numa gravadora de porte menor, os resultados gerais não estariam à altura do que a banda já havia conquistado. O segundo single e clipe viria a ser "More", uma faixa “cover” da banda inglesa Sisters of Mercy.[carece de fontes?]
A turnê começou no Rio de Janeiro, em março de 2005, e terminou em maio de 2006; o último show com a formação original foi no Bar Opinião, em Porto Alegre. Nessa turnê, houve somente duas apresentações fora do Brasil, que aconteceram na Argentina. Destaque para show realizado no Estádio Canindé, no Festival Live N' Louder, no dia 12 de outubro de 2005. Nessa ocasião também tocaram as bandas Tuatha de Danann, The 69 Eyes, Dr. Sin, Rage, Destruction, Nightwish e Scorpions.

### Férias, separação e segunda formação
A banda fez uma boa turnê com o Reason, mas problemas entre os integrantes começaram a ocorrer, e a banda resolveu tirar férias do palco. Depois de seis meses parados, o baterista Ricardo Confessori anunciou uma pausa nas atividades do Shaman no dia 10 de outubro de 2006 através de um comunicado ao fã clube oficial For Tomorrow[carece de fontes?]. Os demais se pronunciaram numa carta aos fãs, alegando “perda da unidade dentro da banda” e por fim, se diziam fora do Shaman.[carece de fontes?] Ricardo Confessori em entrevista a revista especializada sobre bateria e percussão ("BATERA" - dezembro/2006) confirma que a banda iria regressar as atividades com uma nova formação. Após muitos boatos, a banda finalmente retorna com seu nome original (SHAMAN, com esta grafia), contando com um time de peso de renomados músicos e novos talentos do metal nacional. Shaman assim voltaria com: Thiago Bianchi assumindo os vocais, Fernando Quesada no baixo e Léo Mancini, antigo membro do Tempestt, na guitarra. Com essa reestruturação, o passo seguinte foi o lançamento do álbum Immortal.
Paulo Baron, em entrevista ao Heavy Talk em julho de 2019, conta que acabou largando a parte empresarial por seus motivos pessoais. Baron conta que só ele conseguia lidar com cada membro do Shaman fazendo todos se darem bem, já que os membros eram bem distintos na hora de tomar alguma atitude. Também alegou que se tivesse continuado empresariando a banda, talvez a mesma não teria acabado.
Em 2009, Paulo Baron organizou uma comemoração de 20 anos de sua empresa, TopLink, revelou que todos os membros do Shaman original estavam na festa, mas nenhum membro se encontrou durante a festa.

### Immortal
A escolha do nome para o álbum que marcaria o retorno, foi Immortal, que segundo Confessori, representava bem o momento em que a banda estava vivenciando. Com elementos atmosféricos e étnicos que nos remete ao primeiro álbum do Shaman, o Ritual (2002). O álbum saiu em setembro de 2007. Permaneceu durante alguns meses entre os discos mais vendidos do mercado japonês na categoria Rock, posto antes nunca atingido pelo grupo.
O primeiro single do CD foi “In the Dark”, uma canção que também ganharia registro em vídeoclipe, dirigido por Marcel Marluco. A balada teve sua estreia em canais de música como MTV e VH1.
A turnê Immortour, contou com datas marcadas por América Latina e Europa. A turnê começou em Belo Horizonte, em setembro de 2007 e passou pelas capitais São Paulo, Rio de Janeiro, Curitiba, Manaus, Belém, Belo Horizonte, Fortaleza, Recife, Caxias; Guatemala, Venezuela, Republica Tcheca, além de cidades do interior do Brasil. A tour terminou em julho de 2009. As duas ultimas datas foram na Eslováquia.
Destaque para o show de abertura para o Deep Purple em fevereiro de 2008, onde o concerto foi prejudicado, pois a banda teve que reduzir seu set list por causa do horário, pois a banda inglesa queria começar o seu show pontualmente as 22h. Destaque também para o show no Festival Roça n' Roll, em Varginha, realizado em junho de 2008, onde tocaram também no festival as bandas Ars Tenebrae, Mr. Zé, Hicsos, Tormenta, Apokalyptic Raids, Vanquish, Liar Symphony, Deventter, Voodoo Shyne, King Bird, Ação Direta, Korzus, Velhas Virgens, Baranga, Martin Walkyier e Tuatha de Danann.

### Anime Alive
Após o lançamento do álbum Immortal, a banda grava, em agosto de 2008, no Anime Friends, famoso evento de anime na cidade de São Paulo, o seu segundo DVD (o primeiro com a nova formação), Anime Alive 2008. O show contou com um público de aproximadamente 20 mil pessoas. O DVD mostra passagens de som, clipes e informações sobre o grupo, contando ainda com cenas inesperadas que revelam até outras facetas dos músicos do Shaman, como a cena do guitarrista Léo Mancini manuseando um Nunchaku durante o solo de bateria de Ricardo Confessori. No mesmo ano ainda seria lançado um versão dupla do álbum Immortal com 5 faixas bônus, mais o áudio do Anime Alive 2008.
A banda também tocaria no Anime Friends em 2009, mas devido a falhas de negociação teve apenas tarde de autógrafos.

### Origins
Em setembro de 2010 é lançado o disco de estúdio Origins. Um álbum conceitual que traz a história de Amagat, um guerreiro nascido em uma tribo na longínqua Sibéria, lar dos primeiros Xamãs. O CD foi masterizado em Nova Iorque, no Universal Mastering Studios, por Mark Santangelo.
Juntamente com o CD foi incluído o DVD Shaman & Orchestra Live At Masters Of Rock Of Prague, no qual, acompanhados pela Bouslav Prague Orchestra e conduzidos pelo maestro turco Musa Goçman, a banda apresenta um concerto realizado na República Tcheca em 2009 durante o Festival Masters of Rock, para um publico de mais de 35.000 pessoas.
O álbum foi lançado no Japão com a faixa bônus "Kurenai", cover da banda X Japan.
Videoclipes para as canções “Finally Home” e "Ego" foram lançados em março de 2011 e em outubro de 2011, respectivamente, ambos os vídeos dirigidos por Alex Batista.
A turnê do Origins começou em Guarulhos, em junho de 2010 e terminou em junho de 2012, o ultimo show foi no Festival Roça N' Roll. em Varginha (MG), quando tocaram no festival o Dr Sin, Samael, Carro Bomba, Maestrick, Nervosa, Dominus Praelli, entre outras. Esse foi o ultimo show com essa formação.
Os destaque vão para o show acústico na Livraria Cultura, a abertura para o Grave Digger e Blind Guardian, e o Festival Dia do Metal Nacional, onde tocaram as bandas Hangar, Almah, Hibria, Nando Fernandes Forward, Illustria e Wizards. A banda também se apresentou no Metal Open Air, em São Luis, no Maranhão, festival marcado por ter sido um fiasco e ter tido muitos problemas estruturais e de segurança, tendo sido cancelado no ultimo dia, com apenas poucas bandas se apresentando, tendo cerca de 80% dos shows previstos sem acontecer.
O tecladista Fabrizio Di Sarno que estava na banda desde 2007 saiu em 2012, dando lugar para Junior Carelli.

### Novo projeto: Noturnall
Em meados do ano de 2013, a banda se preparava para lançar um novo álbum de estúdio. Esse álbum estava previsto para ser lançado no segundo semestre do ano citado. Inclusive, vídeos com sessões de gravação do disco, o título e até a capa do álbum já haviam sido divulgadas. Um videoclipe com a produção e participação de Russell Allen, vocalista da banda estadunidense de metal progressivo Symphony X, havia sido gravado em Los Angeles.
Porém, no dia 18 de setembro de 2013, sites especializados em heavy metal noticiaram o surgimento de um novo projeto chamado Noturnall, que contava então com todos os integrantes do Shaman (exceto Confessori), mais o baterista Aquiles Priester, do Hangar e ex-Angra.[carece de fontes?] O Noturnall abriu um canal no YouTube e postou alguns vídeos explicando sobre o surgimento do projeto e como ele se daria, onde prometiam lançar um álbum no começo de 2014. Nesses vídeos constam trechos de sessões da gravação de uma música e do videoclipe produzido por Russell Allen e que originalmente seriam lançados pelo Shaman. Inclusive, o nome da banda, Noturnall, foi inspirado no título do que seria o novo álbum do Shaman, Nocturnal.

### Fim de mais uma fase
Em entrevista ao jornalista Ronnald Casemiro, do blog Ceará & Rock, Fernando Quesada confirmou o fim da segunda formação da banda
"O Shaman foi um momento importante em nossa história, nós vivemos muitas coisas boas juntos, mas já é uma página virada em nossas vidas. Não voltaremos ao Shaman", afirmou o baixista.

### Retorno da formação clássica
No dia 25 de maio de 2018, Shaman anuncia sua volta para um show especial com a formação clássica em São Paulo, na casa de show Audio. Essa volta se deu após milhares de pedidos e até uma campanha com a hashtag #voltashaman. Após uma árdua batalha dos fãs contra a rigidez que a formação original demonstrava em voltar com as atividades da banda, os integrantes atenderam o chamado dos fãs que foram surpreendidos com a inesperada notícia. Após algumas semanas, foram anunciados shows para Brasília, Belo Horizonte, Rio Janeiro, Manaus (junto de Arch Enemy e Kreator), Fortaleza e Recife.
Em fevereiro de 2019, foi anunciado que a banda Shaman tocaria ao lado do Avantasia como convidada especial em sua turnê pelo Brasil. Em 2 de junho de 2019, acontece o último show da carreira de Andre Matos, no Free Pass Metal Festival, em São Paulo, ao lado do Avantasia.

### Morte de Andre Matos e chegada de Alírio Netto
Em 8 de junho de 2019, o vocalista Andre Matos faleceu sendo vítima um ataque cardíaco. Meses depois, foi anunciada a entrada do vocalista Alírio Netto (Khallice, Queen Extravaganza, ex-Age of Artemis) no Shaman, a fim de complementar à banda e dar início à nova fase do Shaman.
A banda então iniciou a Nagual Fly Tour, uma turnê que rodou o Brasil, homenageando Andre Matos e promovendo o retorno do Shaman com o novo vocalista.
Em 22 de fevereiro de 2020, a banda anuncia em suas redes sociais o lançamento de um concurso em que fãs poderiam enviar suas próprias artes para a capa do novo single do Shaman, "Brand New Me". A arte foi escolhida pelos próprios membros da banda. Em 13 de março a banda lança o single "Brand New Me", primeiro trabalho do Shaman com Alírio Netto nos vocais. O single foi lançado em formato digital e está disponível nas principais plataformas de streaming de áudio. No mesmo período, um videoclipe da canção foi disponibilizado no canal oficial da banda no YouTube.
Em 1 de maio, o Shaman divulgou em seu canal oficial no YouTube um videoclipe da banda executando a canção "Turn Away" (do álbum Reason, de 2005) ao vivo, com Alírio nos vocais. A gravação foi extraída do primeiro concerto da Nagual Fly Tour, ocorrido em São Paulo.
Em abril de 2022, a banda lança seu novo álbum Rescue em todas as plataformas de streaming, com distribuição no Brasil pela Voice Music, na Argentina pela Icarus Music, Europa pela Maldito Records e no Japão pela King Records. O álbum foi produzido por Sascha Paeth e contou com a participação do violinista Marcus Viana.
O segundo single de Rescue havia sido “The “I” Inside”, lançado em música e videoclipe em março daquele ano.

### Fim definitivo da banda
Em 10 de janeiro de 2023, em seu Instagram oficial, Luis Mariutti anunciou a sua saída da banda, após as posições políticas do baterista Ricardo Confessori em suas redes sociais, e algumas divergências políticas com o mesmo. Logo em seguida, em seu Instagram oficial, Hugo Mariutti anuncia o fim da banda.
"O episódio de hoje do Ricardo, serviu para me alertar pra muita coisa. Foram coisas muito sérias ali, faladas, coisas que hoje em dia não cabem mais, né? A gente, com nossa família, com nossos filhos, são coisas que a gente não prega, pelo contrário, a gente sempre tá ali fiscalizando pra ver se as coisas realmente mudam. Então, esse episódio me fez ver que eu estou hoje em dia me sentindo muito fora do Shaman".
Embora o baixista não tenha citado qual foi o episódio, vale lembrar que Ricardo Confessori fez postagens e comentários sobre os atos terroristas cometidos por seguidores do ex-presidente do Brasil Jair Bolsonaro no dia 8 de janeiro de 2023 e se envolveu em discussões acaloradas com seguidores nas redes sociais.
Em uma entrevista ao KazaGastão, canal do YouTube do jornalista Gastão Moreira, Luis Mariurtti quebrou o silêncio sobre o fim da banda, que não teve a ver com as posições políticas do baterista Ricardo Confessori, mas sim por conta de suas falas preconceituosas. Em 9 de janeiro, além de ter publicado críticas em suas redes sociais relacionadas ao atual presidente do Brasil, Luiz Inácio Lula da Silva, após o mesmo condenar os atos golpistas na Capital Federal, ele também fez ofensas homofóbicas ao veterinário e músico Mateus Ferreira, que inclusive prometeu processar o baterista.

Ao comentar sobre o assunto, Mariutti revelou que, na convivência com Ricardo já ouviu outras falas preconceituosas, inclusive direcionadas à sua esposa:
Não foi por política. Foi por preconceito, por falas preconceituosas. Ali tem uma uma frase, por exemplo, sobre feminismo. A minha esposa é feminista e passa esses conceitos de igualdade pra nossa filha. E é ela quem produz nossos eventos, é a minha mulher que contrata o Ricardo. Aí às vezes, por ela estar comigo, [eu já ouvi] 'a mina do cara quer dar palpite?', ou 'ah, essa Yoko Ono'.
Já o vocalista do grupo, Alírio Netto, lamentou o fim da banda mas deixou claro que também não concorda com as atitudes de Confessori.

O baterista Ricardo Confessori também quebrou o silêncio e se manifestou sobre o fim do Shaman, que ocorreu após declarações do músico em apoio aos movimentos bolsonaristas que depredaram Brasília. Confessori falou sobre seus próximos passos no rock em uma live feita no seu canal do YouTube, que começou a gostar dos membros da Black Sabbath que faziam um som pesado, também dizendo que os integrantes da Sabbath "eram caras alfa, não estavam aí para ninguém, enfiavam o pé no sexo, drogas e rock ‘n’ roll, que a galera enlouquecia pelo estilo de vida que os caras tinham e que eles são o que chamamos hoje de red pills." Ele também disse que se interessava pelo rock brasileiro e quer fazer o mesmo crescer, que via outros músicos do Brasil querendo bombar lá fora, no Japão, EUA e Europa e que não queria "dar uma de Edu Falaschi". Ele também mencionou o retorno com a sua banda, a Confessori Band.
"Me interesso pelo rock daqui. Quero fazer isso crescer. Vejo outros músicos do Brasil querendo bombar lá fora, no Japão, EUA e Europa. Não quero dar uma de Edu Falaschi. Ninguém é chupa pau de gringo não. O público quer ver o roqueiro de verdade. Sempre entrei na música não pela técnica. Nunca fui um cara extremamente técnico. Eu poderia ser, mas sempre dei preferência pelo feeling e atitude.
Estou com minha banda Confessori Band de volta. Voltamos para a ativa. Vamos sair com material novo logo mais. É meu trampo solo e as pessoas que vão tocar comigo se encaixam nesse perfil. Chega de músicos blue pill, que tem medinho de falar qualquer coisa. Que metem o rabo no meio das pernas por qualquer coisa. A gente é rock!".
No final de abril do mesmo ano, a banda ainda participou com alguns de seus músicos no tributo ao Andre Matos no festival Summer Breeze 2023, junto com as outras bandas Angra e Viper.

## Integrantes
Ex-Integrantes
- Andre Matos† - vocal, teclado (2000-2006; 2018-2019, falecido)[33]
- Luís Mariutti - baixo (2000-2006; 2018-2023)
- Hugo Mariutti - guitarra (2000-2006; 2018-2023)
- Fábio Ribeiro - teclado (2001-2006; 2018-2023)
- Ricardo Confessori - bateria (2000-2013; 2018-2023)
- Thiago Bianchi - vocal (2007-2013)
- Léo Mancini - guitarra (2007-2013)
- Fernando Quesada - baixo (2007-2013)
- Fabrizio Di Sarno - teclado (músico convidado) (2007-2011)
- Junior Carelli - teclado (músico convidado) (2012-2013)
- Alírio Netto - Vocais (2020-2023)

## Discografia
Álbuns de estúdio
- Ritual (2002)
- Reason (2005)
- Immortal (2007)
- Origins (2010)
- Rescue (2021)

Demos
- Demo (2001)
- One Life (2007)

Álbuns ao vivo
- RituAlive (2003)

Singles
- "Fairy Tale" (2002)
- "Innocence" (2005)
- "In The Dark" (2007)
- "Ego" (2010)
- "Reason" (2020)
- "Brand New Me" (2020)
- "Turn Away (Live)" (2020)

## Videografia
DVDs
- RituAlive (2003)
- Anime Alive 2008 (2009)
- Shaman & Orchestra Live At Masters Of Rock Of Prague (2010)

Videoclipes
| Ano  | Título                 | Diretor                                       |
| ---- | ---------------------- | --------------------------------------------- |
| 2003 | "Fairy Tale"           | Drico Mello                                   |
| 2004 | "For Tomorrow"         | Drico Mello                                   |
| 2005 | "Innocence"            | Maurício Eça, Sérgio Mastrocola e Pablo Nobel |
| 2005 | "More"                 | Andrew Eldritch e Jim Steinman                |
| 2007 | "In The Dark"          | Marluco Izidoro                               |
| 2010 | "Finally Home"         | Alex Batista                                  |
| 2011 | "Ego"                  | Alex Batista                                  |
| 2013 | "Nocturnal Human Side" | Alex Batista, Thiago Bianchi e Junior Carelli |
| 2020 | "Brand New Me"         | Junior Carelli e Rudge Campos                 |
| 2020 | "Turn Away (Live)"     | Junior Carelli e Rudge Campos                 |
| 2020 | "Reason"               | Anderson Bellini                              |